# John Ahearn
John Ahearn (Binghamton, 1951) is een Amerikaanse beeldhouwer.

## Leven en werk
Ahearn studeerde van 1969 tot 1973 aan de Cornell University in Ithaca (New York). In 1977 was hij met onder anderen Tom Otterness en Jenny Holzer lid van de kunstenaarsgroepering Colab (Collaborative Project Inc.) in New York. Hij maakte portretten in pleister van vrienden en kennissen in de door kunstenaars gerunde galerie Fashion Moda, waar hij in 1980 de Puerto Ricaan Rigoberto Torres ontmoette. Torres was werkzaam in de fabriek van zijn oom, waar hij heiligenbeelden in pleister maakte. Zij hebben de twee technieken gecombineerd en maakten in de periode van 1981 tot 1985 vier grote tableaux: We Are Family, Life on Dawson Street, Double Dutch en Back to School. Het zijn in pleister vastgelegde tableaux vivants van alledaagse taferelen met buurtbewoners als de hoofdpersonen. Dit als alternatief voor de heldenfiguren, die worden uitgebeeld in de monumenten en standbeelden in de openbare ruimte van de steden.
Torres en Ahearn maakten samen vele zogenaamde Bronx sculptures, die ook wel bekendstaan als de South Bronx Hall of Fame. De gelijknamige expositie was gedurende 1991 en 1992 te zien in het Contemporary Arts Museum in Houston, Witte de With (Centrum voor hedendaagse kunst) in Rotterdam, het Contemporary Arts Center in Cincinnati en het Contemporary Museum in Honolulu.
De kunstenaar woont en werkt in New York.

## Enkele werken van John Ahearn en Rigoberto Torres
- We Are Family (1981/82), Double Dutch (1981/82), Life on Dawson Street (1982/83)[2] en Back to School (1985), The Bronx in New York
- South Bronx Hall of Fame
- Mario & Antonio (1991)[3], Internationale Beelden Collectie in Rotterdam - sinds 2008 in opslag
- Rodoviára de Brumadinho (2005) en Abre a Porta (2006), Beeldenpark van het Centro de Arte Contemporânea Inhotim in Brumadinho (Minas Gerais)

## Fotogalerij

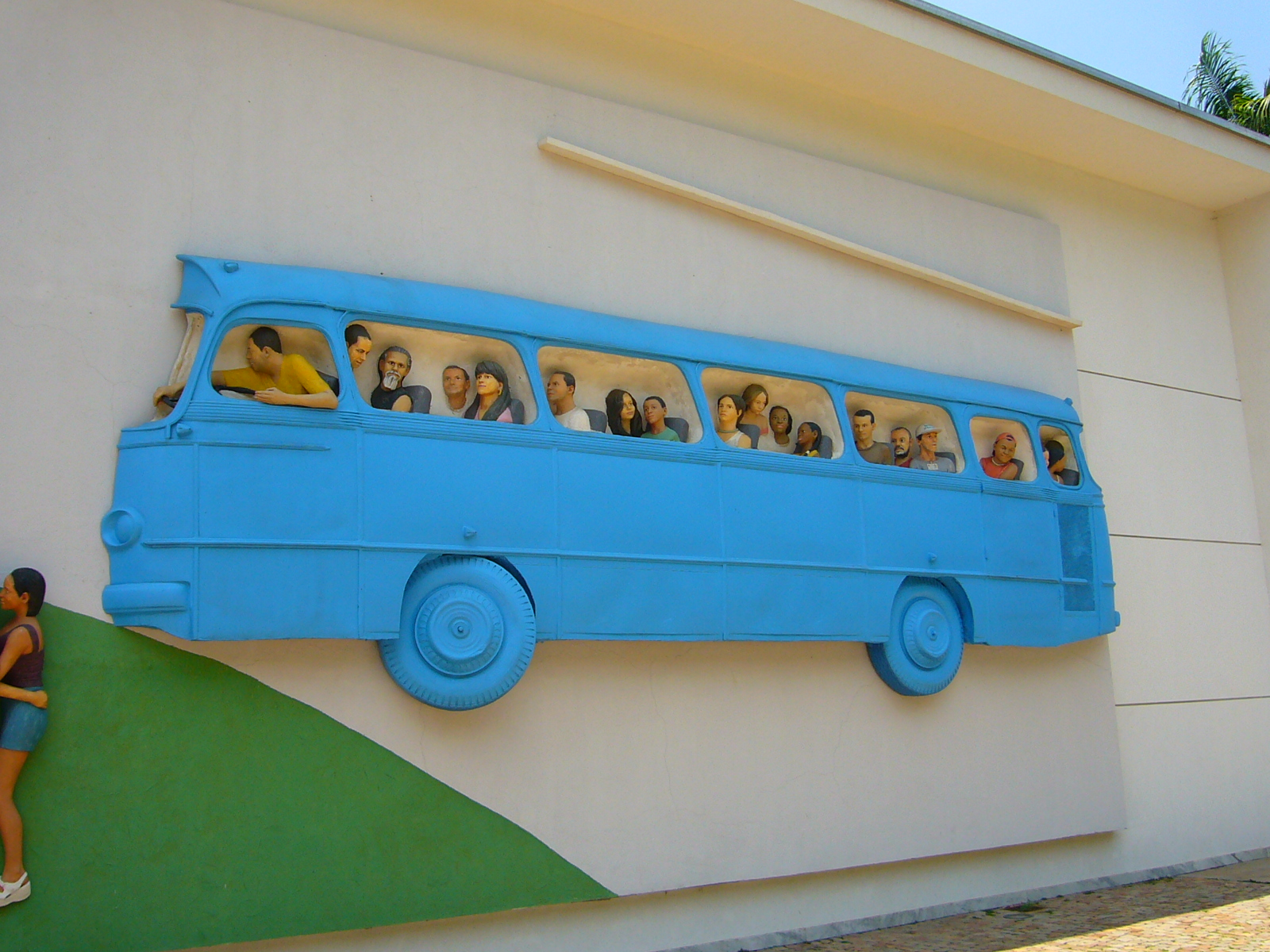
'Rodaviára de Brumadinho (2005)
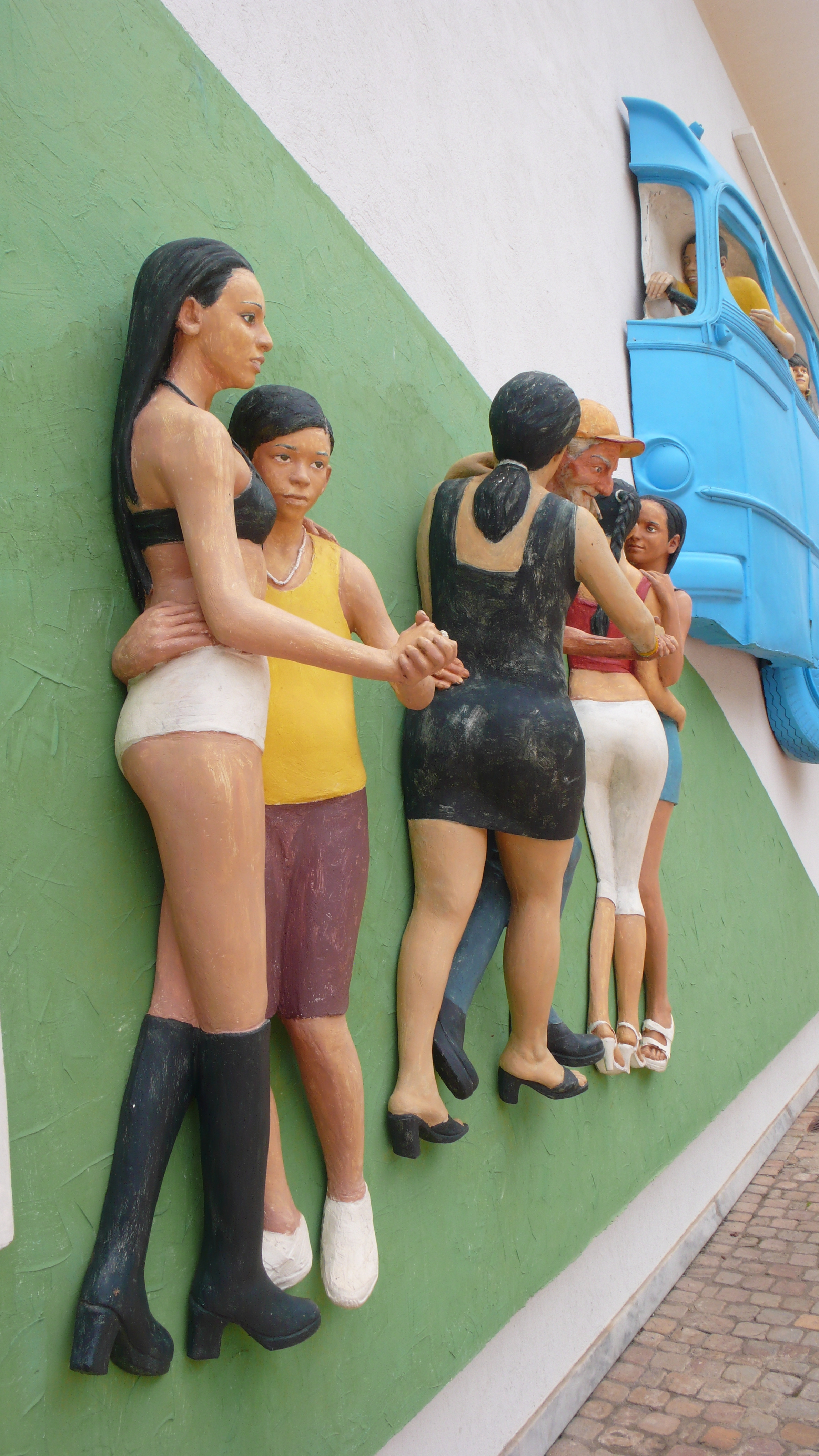
'Detail van Rodaviára de Brumadinho
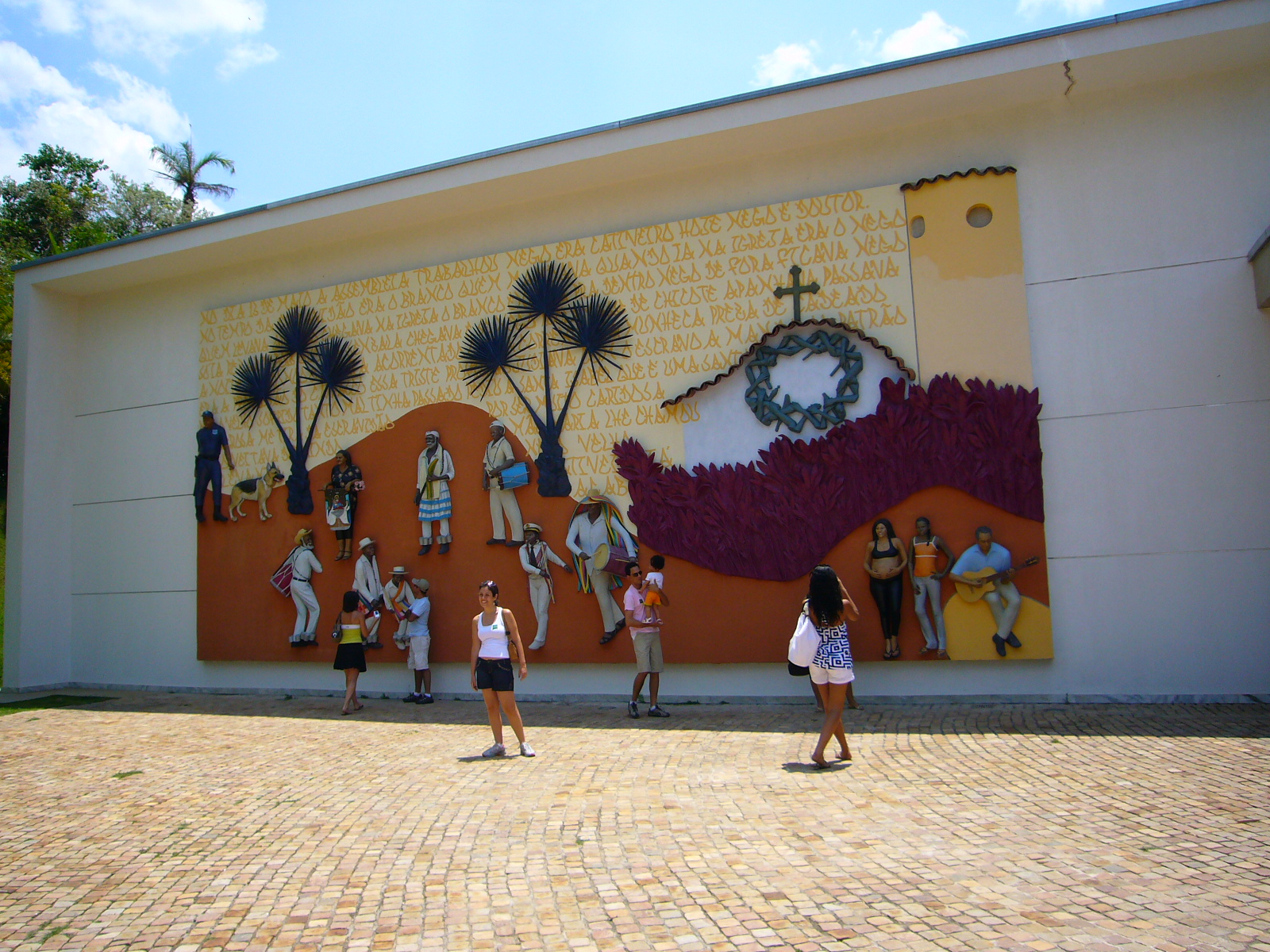
Abre a Porte (2006)
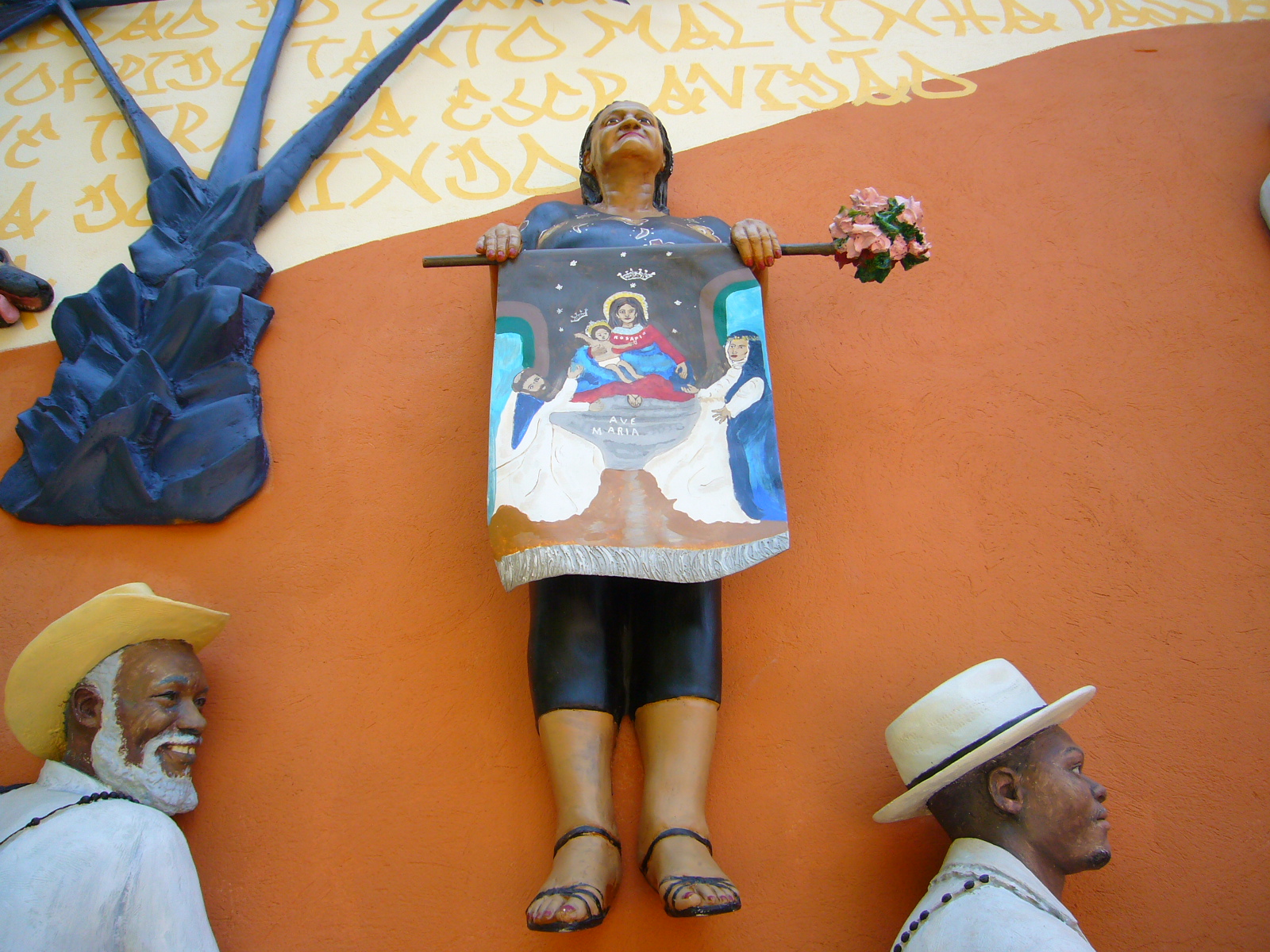
Detail van Abre a Porta